# 청나라의 교육
본 문서는 청나라의 교육에 관한 것이다.

## 배경
명은 한족이 세운 나라인 데 반하여, 청은 만주족이 중원을 차지하여 세운 것으로 절대전제정치를 실행하였다. 그들은 중국의 제민족을 장악하기 위해 민족에 따라 각각 다른 통치수단을 썼다. 몽골족은 라마교로서, 회족(回族)은 회교로서, 한족은 유교와 과거제도로 통제했다. 강희(康熙)·건륭(乾隆)은 만청(滿淸) 정부의 전성시대이지만 도광(道光) 이후 서세동점(西勢東漸)으로 정치·교육 등 각 방면의 혁신운동이 일어났다. 명·청의 교육제도는 송·원을 이어 과거제도에 크게 의존하였고, 당시 관학은 거의 대부분이 유명무실하고 사학이 성행하였다. 양대(兩代)의 학술사상은 각각 다른 경향을 보였다. 명대의 철학은 송유(宋儒)를 계승하여 심학(心學)의 발전을 보았고 형이상학적 논의가 활발했다. 청초(淸初)부터 이러한 형이상학에 대한 반동이 일어나 실학을 숭상하였다. 경학(經學)과 사학의 연구는 고증(考證)에 기울고 고증학은 청대에 집대성되었다. 중국의 전통적인 교육은 청 말에 종언(終焉)하고 서유럽쪽의 신교육이 수입되었다.

## 학교
청은 이민족인 만주족이 중원을 차지하여 세운 나라이기 때문에 통치에 있어 민족문제를 매우 신중하게 해결하려 했다. 그래서 교육정책과 제도는 종족에 따라 각각 달랐다. 만주족에 대한 교육방침은 세 가지가 있었다. 첫째, 실제적이고 소박한 것을 숭상하며, 절약검소를 중시하고 기율을 엄격히 준수하도록 하는 것. 둘째, 문무(文武)를 겸비하도록 하는 것. 셋째, 민족의 고유한 도덕과 기능을 보전하여 만주의 언어·문자·풍속을 입국(立國)의 근본으로 삼는 것 등이다. 한족(漢族)에 대해서는 선비들을 이용하여 한족의 문화를 흡수하려 했다. 학교제도는 명대의 제도를 계승했지만 두 가지의 특징을 갖는다. 첫째, 학교교육을 사회도덕의 확립에 기여하도록 제도화하고 심성과 범위를 합일(合一)시키도록 교육하는 것이다. 둘째, 교육을 맡은 학관(學官)은 학교교육 이외에 사회교육의 책임을 지며 정치의 선전업무를 겸하는 것이다. 학교는 기학(旗學)·종학(宗學)·국자감(國子監) 등 중앙학교와 부학·주학·현학 등 지방학교가 있었다.

### 기학
기학(旗學)은 만몽(滿蒙) 8기(八旗)의 자제 및 한군(漢軍) 8기의 자제들을 교육하기 위한 귀족학교이다. 그 종류는 대단히 많아 중앙에 설립된 것도 있고, 만주, 몽골 등 지역에 설립된 것도 있다. 교육은 국자감에서 실시하는 것보다 엄격했으며, 교육내용 가운데 특이한 것은 활쏘기였다. 봄·가을에 5일에 한 차례씩 활쏘기를 훈련하여 만족(滿族)의 상무(常武)정신을 보존하려 했다.

### 종학
종학(宗學)은 명대의 그것처럼 종실(宗室)의 자제를 교육하기 위한 귀족학교이다. 종학은 기학과 마찬가지로 민족문화를 보전하기 위하여 설립했기 때문에 국자감의 설립목적과 완전히 달랐다. 그러나 만주족의 문화는 점차 한문화에 동화되고, 청대 군주들도 점차 한문화를 숭배하게 되어 당초 설립 의의를 상실했다. 국자감과 달리 만주관(滿洲官)을 설치하여 만서(滿書)를 교육한 것 이외에는 국자감의 교육내용과 다를 것이 없다. 또한 옹정(雍正) 7년에 설립한 각라학(覺羅學)도 종학의 일종이다.

### 국자감
국자감(國子監)은 국학(國學) 또는 태학(太學)이라고도 하며, 명대에는 북경과 남경에 있었지만 순치(順治) 원년(1644)에 남경의 국자감을 폐지하고 북경의 국자감만을 개설했다. 감무(監務)를 총괄하는 좨주(祭酒)는 정책상 만한(滿漢) 각 1인이었고, 사업(司業)은 만·한·몽 각 1인이었다. 감승(監丞)·박사·조교·학정·학록 등이 교육을 담당했고, 전적(典籍)은 도서를, 전부(典簿)는 문서를 담당했다. 이 중 전적은 한인(漢人)이 담당했으나 그 나머지는 만인(滿人)과 한인으로 각각 구성했다. 국자감의 학생의 종류는 명대보다 훨씬 복잡하며, 크게 공생(貢生)과 감생(監生)의 2종으로 나눈다. 공생에는 세공(歲貢)·은공(恩貢)·발공(拔貢)·우공(優貢)·부공(副貢)·예공(例貢)·공공(功貢)의 7종이 있고, 감생에는 은감(恩監)·음감·우감(優監)·예감(例監)·거감(擧監)의 5종이 있는데, 음감은 다시 은음·난음의 2종으로 나뉜다.

## 과거제도
청대 과거제도(科擧制度)는 상과(常科)와 특과(特科)가 있었다. 특과는 재야에 숨은 선비들을 등용하기 위한 것과 만인(滿人)이 한문(漢文)을 만문(滿文)으로 번역하는 것을 고취하기 위한 번역과(飜譯科)가 있었다. 상과는 명제(明制)를 이어 향시·회시·전시의 3종이 있었다. 회시와 전시의 선발인원은 일정치 않았고, 향시는 성(省)의 대소(大小)에 따라 40-70명을 뽑았다. 향시의 시행 기간, 응시수속, 과명(科名)의 분류, 관직의 수여 등은 모두 명대와 같다. 다른 점은 명대에는 국자감의 감생이 회시에 응시할 자격을 인정받았으나 청대에는 향시에만 응시할 수 있었다는 사실이다. 고시 내용은 대체로 명대와 같으나 8고문(八股文)으로 문체를 만들어 답안을 작성해야 한다는 점은 크게 다르다.  청대에는 상무(尙武)정신을 고취하기 위해 문과 외에 무과시험이 있었다. 무과의 고시는 술과(術科)와 학과(學科)로 나누어 술과는 1-2차, 학과는 3차에 걸쳐 시행되었다. 1차시험의 술과는 기사(騎射)를, 2차는 보사(步射)를 시험했다. 학과는 <논어> <맹자>와 <손자(孫子)> <오자(吳子)> <사마법(司馬法)> 등의 범위 안에서 출제되었다. 그러나 무과시험은 학과보다 술과를 중시하였다.

## 서원
청대 서원(書院)은 민간의 고등학문 연구기구로서 송·명의 제도를 계승한 것이다. 순치 14년(1657), 형양(衡陽)의 석고서원(石鼓書院)이 수건(修建)됨을 위시로 각지의 서원이 연달아 세워졌다. 그리고 옹정(雍正) 11년(1733)에는 각 성(省)에 설립된 서원에 1천냥의 운영비를 지급하여 서원의 발달을 촉진하였다.  서원의 장(長)을 산장(山長) 또는 원장(院長)이라 하며, 청대 서원의 원장 인선은 매우 중시되었고, 원장의 성망(聲望)은 대단히 높았다. 그래서 당시 명유(名儒)·석학들은 즐겨 원장의 청을 받아들여 서원에서 강의했다. 황종희(黃宗羲)·이조락(李兆洛)·유월 같은 당시의 대유(大儒)들이 모두 서원에서 강의하였다.  서원의 학생 선발은 그다지 엄격하지 않은 편으로, 주현(州縣)에서 정선하여 각 포정사(布政司)의 시험을 거친 뒤 입학하였다. 서원의 학생은 생원(生員)·동생(童生)·초등생(超等生)·내외제생(內外諸生)·부과생(附課生) 등이 있었다. 선발되어 입학한 학생들은 학비를 면제받고 또 서원으로부터 고화비(膏火費)를 지급 받아 어렵지 않게 면학할 수 있었다.  서원의 학생들은 사고(師考)와 관과(官課)라는 시험을 치러야 했다. 사고는 원장이 주관하고 관과는 부·현관(府·縣官)이 주관했다. 대체로 매월 2일과 16일에 시험이 실시되는데 2일에는 관과를, 16일에는 사고를 치렀다.  청대 서원의 학풍은 여러 차례 변혁이 있었으나 대체로 이학(理學)을 연구하는 것과 과거를 준비하는 것, 그리고 경사사장(經史詞章)을 학습하는 것 등으로 나눌 수 있고, 서양학문을 연구하는 데 치중하는 서원도 있었다. 당시 과거제도로 속박된 학풍에 비해 볼 때, 서원의 학풍은 훨씬 자유로웠으며 청대 학술에 기여하는 면에서는 관학보다 우월했다.

## 교육사상
송·원·명의 교육사상은 이학(理學)을 중심으로 하여 심성의 연구와 함양, 인생과 우주의 관계에 대한 설명에 치중했다. 그러나 이학의 이러한 학풍은 공리공론(空理空論)의 폐단을 낳았다. 그래서 송명이학(宋明理學)에 대한 반동으로 한학(漢學)이 다시 등장한다. 한학은 실사구시(實事求是)와 "증거없이 믿을 수 없다(無徵不信)"는 전제 아래, 고증(考證)과 훈고에 치중하는 학풍이다. 이 학풍은 청대 사상의 주류를 이룬다. 그러나 송학(宋學)이 한학(漢學)으로 전환되는 과정은 점진적이었다. 그래서 청초(淸初)의 고정림(顧亭林)·황이주(黃梨洲)와 같은 학자들은 한학과 송학의 장점을 아울러 살리려는 경향을 보이고 있다. 건륭(乾隆) 이후부터 송학은 퇴색하고 한학이 성행하였다. 경학을 연구하는 학자들은 거의 대부분 실증을 위주로 하고 공리공담을 배격하였다. 가경(嘉慶, 1795-1820) 이후 서한(西漢)의 금문학(今文學)이 활발히 연구됨으로써 청대 사상은 다시 한번 변하여 공양학파(公洋學派)의 대두를 보았다.

### 고염무
고염무(顧炎武, 1612-1681)는 명말-청초의 경학자이다. 이름은 강(絳), 호는 정림(亭林)인데 명이 망하자 염무(炎武)로 개명했다. 그는 명조(明朝)가 이민족에게 멸망하는 것을 목격하고 한민족(漢民族)의 부흥을 위해 노력한 민족주의자였다. 그는 민족의 부흥이란 이론문제가 아니라 실천문제에 속한다고 보고, 교육은 치용(致用)의 능력을 함양하는 것을 목적으로 해야 한다고 주장했다. 송·명(宋明)의 유학자들처럼 이론만 말하는 사람은 비록 구국(救國)의 뜻이 있다 할지라도 실천에 있어서는 무력하다고 보았다.  구국을 위해서는 유용한 인재를 양성해야 한다. 이러한 인재는 다음과 같은 조건을 갖추어야 한다. 첫째, 밭을 개간하고 이재(理財)를 가르칠 수 있을 만큼 풍부한 실용지식을 가져야 한다. 둘째, 지조(志操)가 고상하여야 한다. 셋째, 의지가 굳세어야 한다. 자기 뜻을 실현하기 위해 간고한 생활을 하면서도 사방을 분주히 돌아다니며, 낙심하지 않고 세속과 동화하지 않는 의지가 있어야 한다는 것이다.  이러한 목적을 달성하기 위한 방법으로 그는 박학어문(博學於文)과 행기유치(行己有恥)를 든다. '박학어문'이란 우주간의 모든 사물의 현상에 대해 널리 연구해야 한다는 것이다. '행기유치'란, 고상한 인격을 함양하는 데 있어 '부끄러운 줄 아는 것(知恥)'이 가장 중요하다고 보는 것이다. 그는 예·의·염·치(禮義廉恥)를 사회질서를 유지하는 4유(四維)라고 보고 4유 가운데서 치(恥)가 가장 중요하다고 주장하였다. 인간이 부끄러움을 모르는 것은 사욕(私欲)에 가리어져 있기 때문이며, 사대부(士大夫)가 부끄러움을 모르면 국가에 치욕이 있게 된다고 주장하였다.

### 황종희
황종희(黃宗羲, 1609-1694)는 명말-청초의 경학자·사상가로, 자는 태충(太沖), 호는 이주(梨洲)이다. 그의 교육사상은 대체로 왕양명 사상에 근거하여 다소 수정한 것이다. 그는 왕양명처럼 교육의 목적이 '치량지(致良知)'에 있다고 보지만 치량지의 치(致)자를 행(行)으로 해석한다. 때문에 그는 교육에 있어 실행을 강조했고 정좌(靜坐)·돈오(頓悟)와 같은 수양공부를 제창하지 않았다.  그는 명학(明學)이 공소(空疏)한 경향을 보인다고 불만을 표시하고, 경사(經史)를 널리 읽어 치용(致用)할 수 있는 학문을 연구해야 한다고 주장하였다. 그는 비록 성리(性理)·경술(經術)·사학(史學)을 중시하지만 치용(致用)을 구극목적으로 삼는다는 점에서 송·명(宋明) 이학자들과 구별된다.

### 왕선산
왕선산(王船山, 1618-1691)는 명말-청초의 철학자·경사학자(經史學者)이다. 이름은 부지(夫之), 자는 이농(而農). 그는 당시 학자들과 교유(交遊) 없이 두문불출하며 면학했고, 그의 사상은 그의 사후(死後) 2백년 이후에 알려졌다. 그는 교육의 목적이 '지어지선(止於至善)'에 있다고 보았다.  그러나 소위 지선은 행위면에 국한되지 않고 지식의 면을 포괄하며, 지선의 경지에 도달하기 위해서는 성을 인식해야만 한다고 하였다. 그는 당시 성(誠)이 천지와 인간을 꿰뚫는 근본이라고 말하였다.  그는 구학(求學)의 방법으로 정심(正心)과 격물궁리(格物窮理), 그리고 박문약례(博文約禮)를 강조하였다. 마음이 사물에 의해 본래의 상태를 잃지 않는 것을 정(正)이라 하며, 정심(正心)공부는 유년기부터 시작해야 한다고 주장했다.

## 같이 보기
- 명나라의 교육